# Wesam Rizik
Wesam Rizik Abdulmajid, född 5 februari 1981 i Kuwait, är en fotbollsspelare från Qatar. Sedan 2013 spelar han som mittfältare i El Jaish.